# 西遊記 女人国の戦い
『西遊記 女人国の戦い』（さいゆうき にょにんこくのたたかい、原題：西遊記女兒國、英題：The Monkey King 3）は、2018年に公開された中国・香港合作映画。『モンキー・マジック 孫悟空誕生』と『西遊記 孫悟空vs白骨夫人』の続編で、ソイ・チェンが監督した中国の白話小説『西遊記』を映画化したシリーズ第3弾である。
日本では2019年1月19日より全国にて公開された。2019年4月3日にツインからDVD（TWDS-1137）が発売された。

## キャスト
カッコ内は日本語吹き替え。
- 孫悟空：アーロン・クォック（小山力也）
- 三蔵法師：ウィリアム・フォン（内田夕夜）
- 女王陛下：チャオ・リーイン（小林沙苗）
- 猪八戒：シャオ・シェンヤン（石田彰）
- 沙悟浄：ヒム・ロー（伊藤健太郎）
- 国師：ジジ・リョン（井上喜久子）

　（少女時代：セシリア・ソー）
- 侍女秋水：ホー・シンリン（井澤詩織）
- 河の神：リン・チーリン
- 長祭司：キングダム・ユン
- 如意真仙：パン・ビンロン
- 観音菩薩：リウ・タオ
- 先代女王：シー・シー
- 侍女羊脂：ソン・イーハン
- 侍女瓔珞：アリー・チャン

## スタッフ
- 監督：ソイ・チェン
- 脚本：ウェン・ニン
- 撮影：リチャード・ブラック
- 編集：ヤウ・チーワイ
- 音楽：小林雄
- 演奏：東京フィルハーモニー交響楽団
- 美術：チョ・ファソン
- 特殊メイク：ショーン・スミス